# إقليم ماتابيليلاند الشمالية
إقليم ماتابيليلاند الشمالية هو أقليم في زيمبابوي، بلغ عدد سكانه 747,176 نسمة وذلك حسب إحصائيات سنة 2013، تبلغ مساحته 75,025.0 كيلومتر مربع.

## الموقع
يشترك في الحدود مع:
- إقليم ماشونالاند الغربية
- إقليم ماتابيليلاند الجنوبية
- إقليم ميدلاندس
- إقليم بولاوايو  [لغات أخرى]‏.